# 진짜 진짜 좋아해 (드라마)
《진짜 진짜 좋아해》는 2006년 4월 8일부터 2006년 8월 6일까지 방영된 문화방송 주말연속극으로, 청와대를 무대로 삼았다.

## 기획 의도
요리사가 되기 위해 고군분투하는 강원도 정선의 처녀 봉순의 이야기가 담긴 로맨틱 가족 드라마

## 줄거리
시골처녀 여봉순은 할머니를 여의고 서울로 올라와 청와대 요리사로 근무하게 된다. 봉순이 흠모하는 대통령 아들 준원, 봉순을 좋아하는 경호원 봉기와의 사랑과 함께 봉순의 성공 스토리를 다루고 있으며, 청와대 경호실이나 식당 등에서 일하는 사람들의 모습도 묘사된다.

## 등장인물

### 주요 인물
- 유진 : 여봉순(25세) 역 - 청와대 요리사
- 이민기 : 남봉기(28세) 역 - 청와대 경호원
- 류진 : 장준원(31세) 역 - 대통령의 아들, 대학병원 의사

### 봉순이네
- 금보라 : 이한숙(47세) 역 - 여봉순의 어머니
- 신민희 : 금수경(19세) 역 - 여봉순의 의붓동생, 이한숙의 사별한 두 번째 남편의 딸, 고등학교 3학년
- 김희정 : 수정(9세) 역- 여봉순의 의붓동생, 이한숙과 세 번째 남편과 사이에서 난 딸, 초등학교 3학년

### 봉기파
- 장용 : 남대식(61세) 역 - 남봉기의 아버지, 청와대의 30년지기 목수
- 윤승원 : 이상직(48세) 역 - 청와대 경호팀 과장
- 류태준 : 김주엽(28세) 역 - 청와대 경호원, 경찰서장의 외아들, 남봉기의 동기
- 윤지후 : 강문식(28세) 역 - 청와대 경호원

### 대통령 일가
- 최불암 : 장인호(59세) 역 - 대통령, 장준원의 아버지
- 김혜옥 : 오영실(53세) 역 - 영부인, 장준원의 어머니
- 정소영 : 고지수(31세) 역 - 성우 출신 장준원의 아내 (알츠하이머)
- 정다빈 : 장효원(4세) 역 - 장준원의 딸

### 청와대 사람들
- 윤여정 : 구향수(55세) 역 - 본관 식당 주방아줌마
- 권기선 : 마옥희(47세) 역 - 본관 식당 주방아줌마
- 이영자 : 송언주(39세) 역 - 본관 식당 주방아줌마
- 안혜경 : 노진경(29세) 역 - 본관 식당 영양사, 무궁화여직원회 회장
- 김창완 : 강산(50세) 역 - 대통령의 요리사, 여봉순의 요리스승
- 김국진 : 기형도(35세) 역 - 공보비서실 소속 대통령의 사진사
- 강인덕 : 방필도(59세) 역 - 대통령의 이발사

### 그 외
- 장남경 : 강 조리사 역
- 한은선
- 최지웅 : 보디가드 역
- 김영임
- 맹봉학
- 정호근
- 서성광 : 신철중 역

## 경쟁 프로그램
- 하늘이시여 (SBS)
- 연개소문 (SBS)
- 소문난 칠공주 (KBS 2TV)

## 참고 사항
- 당초 노진경 역에는 윤세아가 낙점되었으나 연출자와 마찰로 하차하고 안혜경이 대타로 들어갔다.[1]
- 혜은이가 1977년 발표한 동명의 음악이 주제곡으로 사용되었다.[2]
- 청와대 요리사로 성공하는 여자 주인공의 이야기는 《대장금》과 유사한 면이 있어 '현대판 대장금'으로도 불렸다.[3]
- 극 중 여봉순이 구사한 강원도 사투리가 화제되기도 했다.[4]
- 청와대 본관 식당의 주방아줌마 역을 맡은 이영자는 처음으로 정극에 출연했다.[5]
- 중반 이후 미니시리즈에서 자주 등장하는 삼각관계[6] 등으로 비난을 샀고 결국 기대 이하의 성적에 그쳤다.